# Nhà thờ chính tòa Thành phố Tlaxcala
Nhà thờ chính tòa Đức Mẹ Thăng Thiên (tiếng Tây Ban Nha: Catedral de Nuestra Señora de la Asunción) còn được gọi là Nhà thờ chính tòa Tlaxcala của Xicohténcatl là nhà thờ chính tòa Công giáo Rôma nằm ở thành phố Tlaxcala, Mexico. Đầu tiên nó được gọi là Đền thờ Thánh Phanxicô thành Assisi (Templo de San Francisco de Asís), nhưng khi giáo phận được thành lập, nó được gọi là nhà thờ và có tên gọi như hiện tại. Nó là nhà thờ chính tòa cầu nguyện thánh kính Lễ Đức Mẹ lên trời trong quá trình hình thành giáo phận Tlaxcala.
Công trình này được xây dựng từ năm 1530 đến 1536 theo như sử gia Diego Muñoz Camargo với một gian giữa duy nhất với mái lợp gỗ và bàn thờ gỗ lộng lẫy theo phong cách Mudejar được bảo tồn rất tốt, và trên thực tế nó là một trong số ít những công trình cuối cùng theo phong cách này ở lục địa châu Mỹ. Mái vòm của nhà thờ có hình bát giác và trong khuôn viên nhà thờ là một tu viện.